# Osiedle Złocień
Osiedle Złocień – osiedle Krakowa wchodzące w skład Dzielnicy XII Bieżanów-Prokocim, niestanowiące jednostki pomocniczej niższego rzędu w ramach dzielnicy. Od macierzystej dzielnicy oddzielone jest nasypami kolejowymi linii 91.

## Ogólna charakterystyka
Złocień zlokalizowany jest przy granicach miasta. W pobliżu umiejscowiona jest stara żwirownia, elektrowozownia i dom kultury w Dworze Czeczów (na terenie Starego Bieżanowa).
W okolicach ulicy Złocieniowej w czasie II wojny światowej znajdował się obóz pracy będący filią obozu w Płaszowie. Nasypy kolejowe oddzielające Bieżanów od Złocienia powstały w tym okresie. Obecnie pozostał jeden barak przystosowany do funkcji lokalu mieszkalnego.

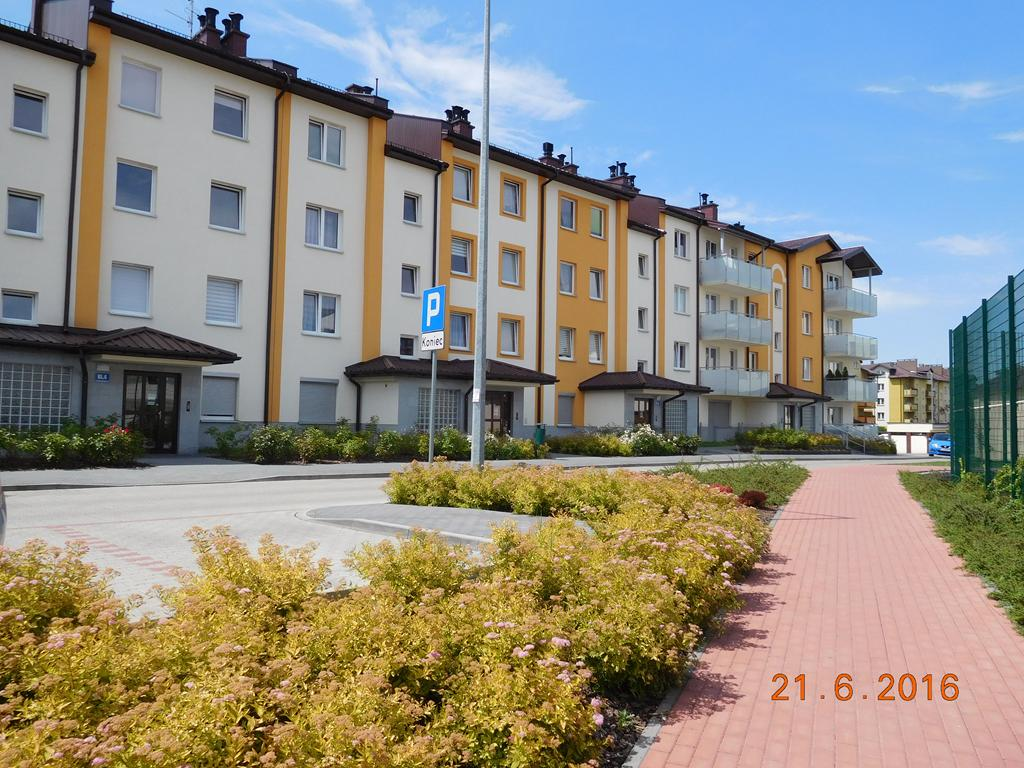

W 2016 roku w sąsiedztwie osiedla, na Polach Miłosierdzia odbywało się spotkanie młodzieży z Papieżem Franciszkiem.

## Infrastruktura
W skład osiedla wchodzą 32 budynki mieszkalne, częściowo z garażami. Większość została wybudowana przez SM Śnieżka. Znajdują się tutaj:
- budynki w zabudowie szeregowej
- niskie bloki mieszkalne
- budynki TBS

Ponadto w osiedlu mieszczą się:
- place zabaw,
- ośrodek zdrowia,
- kościół,
- placówka Poczty Polskiej,

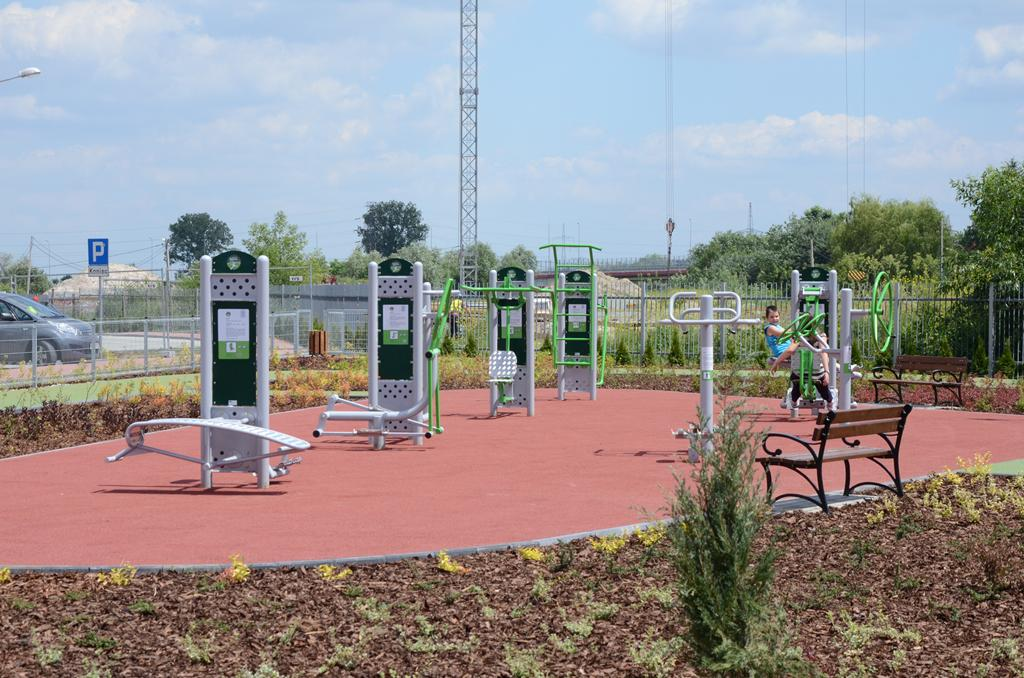

- oddział Krakowskiego Banku Spółdzielczego,
- kilka obiektów handlowych,
- obiekty usługowe (zakłady fryzjerskie, zakład kosmetyczny),
- punkt biblioteki,
- przedszkole prywatne,
- kort tenisowy i siłownia na świeżym powietrzu,
- szkoła.

Osiedle przylega do płotów hal magazynowych Telefoniki. W okolicy miała powstać ekospalarnia, jednak po protestach mieszkańców miasto zrezygnowało z budowy w tej lokalizacji.
Na wschód od istniejącej zabudowy zlokalizowane jest osiedle „Słoneczne Miasteczko”, inwestycja zrealizowana przez Develia (wcześniej LC Corp).
Wzdłuż ulicy Mariana Domagały powstały kolejne inwestycje mieszkaniowe:
"Nowy Złocień" wybudowany przez Murapol S.A
"Osiedle Podgaje" wybudowane przez Instal Kraków S.A
"Zodiak" wybudowane przez Orion Investment S.A
W roku 2019, u zbiegu ulic Agatowej i Domagały oddany został do użytku Pasaż Handlowy "ATUT".
We wrześniu 2024 oddano do użytku Park Kieszonkowy Złocień, zrealizowanego w ramach Budżet Obywatelski.

## Komunikacja
Jedną z największych bolączek osiedla jest problem komunikacji z pozostałymi dzielnicami Krakowa, wyjazd i wjazd możliwy jest ulicą Agatową na ulicę Półłanki oraz ulicą Domagały, która łączy się z ulicą Nad Drwiną prowadzącą do ulicy Półłanki.
Otwarty został wyjazd z osiedla pod torami w stronę Bieżanowa, jest to świetne rozwiązanie dla osób podróżujących w stronę Wieliczki. Z uwagi na małą przepustowość droga jest jednokierunkowa.
W listopadzie 2010 roku otwarty został odcinek drogi S7 łączący autostradę A4 z węzłem Christo-Botewa. Inwestycja ta pozwoliła częściowo odciążyć ulicę Półłanki.

### Transport publiczny
Publiczny transport opiera się na ofercie przewozowej MPK dzięki liniom autobusowym.
W pobliżu znajdują się stacje kolejowe:
- Kraków Złocień[5]
- Kokotów,
- Kraków Bieżanów z możliwością skorzystania z SKA Wieliczka-Balice

## Edukacja
Dzieci z osiedla uczęszczają w większości do szkół podstawowych:
- nr 20 na ul. Agatowej
- nr 41 na ul. Jerzmanowskiego
- nr 124 na ul. Weigla
- nr 65 na ul. Golikówka

gimnazjów:
- nr 30 na ul. Bieżanowskiej
- nr 29 na ul. Aleksandry
- nr 32 (ZSOI nr 4 w Krakowie) na ul. Żabiej
- nr 41 na ul. Jerzmanowskiego

## Kult religijny
Na terenie Osiedla powstała Rzymskokatolicka Parafia pw. Błogosławionego Jerzego Popiełuszki.